# Naters (Zwitserland)
Naters is een gemeente en plaats in het Zwitserse kanton Wallis, en maakt deel uit van het district Brig.
Naters telt 10290 inwoners (2020). Vlak bij Naters ligt Belalp.
In Naters is bij een wand van de kerk een knekelhuis (Beinhaus) te zien. Het knekelhuis bevat de tektst:
Was ihr seid, das waren wir. Was wir sind, das werdet ihr.
(Wat jullie zijn, waren wij. Wat wij zijn worden jullie)
Sinds 1 januari 2013 maken de plaatsen Birgisch en Mund deel uit van de gemeente.

## Geboren
- Martin Schmidt (12 april 1967), voormalig voetballer en huidig voetbalcoach